# هیتاچی‌اوتا، ایباراکی
هیتاچی‌اوتا در استان ایباراکی در کشور ژاپن  واقع شده‌است که دارای جمعیت ۵۸٬۴۶۱ نفر و مساحت ۳۷۲٫۰۱ کیلومتر مربع با تراکم جمعیت ۱۵۷ نفر در کیلومترمربع است و در تاریخ ۱۵ ژوئیه ۱۹۵۴ به عنوان شهر شناخته شد.